# Francisco Serradilla
Francisco Serradilla García (Sevilla, 1965) es un poeta español.

## Biografía
Residió en Sevilla hasta los 19 años. A esta edad se trasladó a Mérida y posteriormente a Madrid para realizar estudios de Informática. En 1987, con 22 años, obtuvo el Premio Adonáis de Poesía con su libro El Bosque Insobornable, y poco después el Premio Florián de Ocampo de la Diputación de Zamora, con el libro Escrito en una Roca. Posteriormente ha publicado Las Abstracciones de un Gato Albino, Tratado Inusual del Universo y la antología Oscuro Fluir de Sombras.
En 1997 se doctoró en Informática por la Universidad Politécnica de Madrid, y en la actualidad ocupa el puesto de Catedrático de Universidad en el área de Ingeniería de Sistemas y Automática en dicha universidad, investigando en temas relacionados con la Inteligencia Artificial Generativa, los Agentes Inteligentes en Internet y la creación automática por ordenador.
Su formación científica le acerca a una poesía de cuidada factura, de ritmo marcado y formas de estructura clásica que intentan emular poéticamente la belleza de un teorema. Alejado de corrientes poéticas, en sus poemas se mezclan filosofía, ciencia y sensibilidad para formar un sistema complejo en el que la memoria y la brillantez verbal son pilares esenciales.
Colabora como articulista con la revista en línea "Libro de Notas" en la sección mensual denominada "Computación Creativa y Otros Sueños".

## Obra

### Libros de poesía
- El Bosque Insobornable. Colección Adonais de Poesía, 1988.
- Escrito en una Roca. Instituto de Estudios Zamoranos de la Diputación de Zamora, 1990.
- Las Abstracciones de un Gato Albino. colección Devenir de Poesía, 1993.
- Tratado Inusual del Universo. Colección Poesía en Madrid, 2000.
- Oscuro fluir de sombras. Antología poética. Editorial Libro de Notas, 2008.

## Premios
- Premio Adonais en 1987 con el libro El bosque insobornable.
- Primer premio en el Certamen Literario Florián de Ocampo en 1989 con el libro Escrito en una roca.

### Publicaciones
- Computación Creativa y Otros Sueños
- Oscuro fluir de Sombras

- Datos: Q5867455